# تلمبه گروه شهید چمران
تلمبه گروه شهید چمران یک منطقهٔ مسکونی در ایران است که در دهستان نگار واقع شده‌است.